# Сотирица
Сотирица (на гръцки: Σωτηρίτσα) е село в дем Агия, Тесалия, Гърция.
На мястото му е имало капище, преди издигането на селската църква посветена на Христос Спасител. Намира се на източния скат на планината Оса. В района има византийски манастири.
Между Велика и Сотирица се простира най-южно разположената дълга плажна ивица на Солунския залив.